# Мінська група
Мінська група ОБСЄ була створена у 1992 р. Організацією з безпеки і співробітництва в Європі з метою заохочення мирного переговорного процесу між Азербайджаном, Вірменією та Нагірно-Карабською Республікою.
24 березня 1992 року на позачерговій нараді в Гельсінкі рада ОБСЄ доручила президенту організації якомога швидше організувати конференцію щодо Нагірного Карабаху під егідою ОБСЄ, яка може слугувати місцем для переговорів з досягнення мирного врегулювання кризи на основі принципів, зобов'язань і правил ОБСЄ. Ця конференція була проведена в Мінську, Республіка Білорусь. Хоча конференція ще не відбулася, Мінська група ОБСЄ спостерігає за зусиллями, спрямованими на пошук політичного рішення конфлікту.
До Мінської групи ОБСЄ входять три країни-посередниці:
- Росія (Ігор Попов)
- США (Роберт Брадтке)
- Франція (Бернар Фасьє)